# Latae sententiae

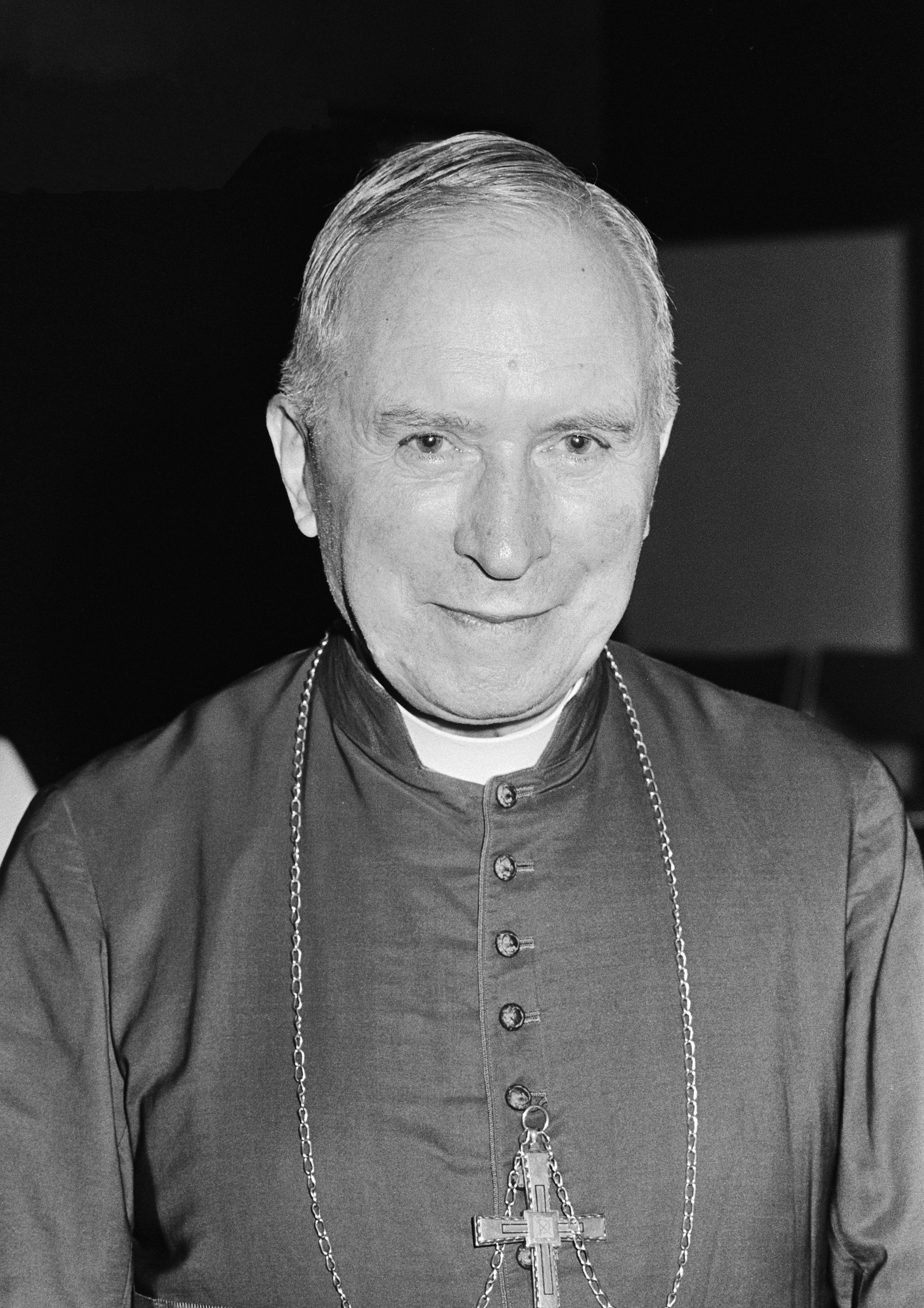
Marcel Lefebvre en 1981, famoso religioso sancionado.

Latae sententiae es un término latino utilizado en el Código de Derecho Canónico de la Iglesia católica, que literalmente quiere decir "pena (ya) impuesta".
Oficialmente, una pena de latae sententiae sigue automáticamente, por fuerza de ley en sí misma, cuando una ley es contravenida, sin necesidad de declaración por una autoridad eclesiástica.  Un ejemplo de este tipo de excomunión se da para quien procure un aborto, si es que este se produce.
Una pena de latae sententiae puede ser una de excomunión, interdicto o suspensión. La excomunión prohíbe el ejercicio de ciertos derechos bautismales, y puede implicar restricciones en cuanto a la participación en los acontecimientos litúrgicos y el gobierno de la Iglesia, y la recepción de beneficios de la Iglesia. Un interdicto implica las mismas restricciones litúrgicas que la excomunión, pero no afecta a la participación en el gobierno de la Iglesia.  La suspensión, que solo afecta a miembros del clero, prohíbe todos o algunos de los actos de potestad de orden, de régimen y el ejercicio de todos o algunos derechos o funciones inherentes a un oficio.
Mientras que la excomunión no necesita una amonestación previa, las otras dos sí. El interdicto implica una prohibición de ejercer, aunque no de recibir.
Además, latae sententiae implica una aplicación automática de la pena canónica, mientras que ferendae sententiae implica una aplicación de la pena canónica a través de un proceso.